# 1701 en droit
Cet article présente les faits marquants de l'année 1701 en droit.

## Événements
- En Russie, ordonnances interdisant de se mettre à genoux au passage du souverain et de se découvrir en hiver en passant devant son palais[1].

- 20 janvier : traité d'Odensée ; alliance défensive entre le Danemark, les Provinces-Unies et l'Angleterre.

- 1er février : le parlement de Paris enregistre le maintien au roi d'Espagne de ses droits à la couronne de France[2].

- 10 février : réunion du Parlement anglais qui vote l’Acte d'établissement (Act of Settlement) excluant les catholiques du trône anglais, Jacques Stuart au premier chef[3]. La seconde partie de l’acte prend des dispositions constitutionnelles limitant les prérogatives fiscales du roi. Elle réduisent également ses possibilités d’entrer en guerre au nom du Hanovre sans le consentement du parlement et garantissent l’indépendance des juges après leur nomination[4].

- 18 avril, Hongrie : arrestation de Ferenc Rakóczi[5]. Après avoir d’abord refusé, Ferenc Rakóczi s’associe aux projets insurrectionnels de Miklós Bercsényi qui deviendra son ami le plus proche et le général de ses armées. Il compte sur l’aide de Louis XIV, mais sa correspondance est interceptée à Vienne et Rakóczi est mis en prison.

- 21 avril, Japon : le daimyô, Asano Naganori, est condamné par le shogun Tokugawa Tsunayoshi au suicide rituel (seppuku) pour avoir agressé Kira Yoshinaka (1641-1703), maître des cérémonies de la maison du shogun, qui l'avait insulté[6]. Les 47 rōnin décident de le venger en tuant Kira le 14 décembre 1702[7].

- 24 juin : sanction royale de l'acte d'établissement en Angleterre[8].

- 27 août : signature à Madrid du contrat de l’Asiento (privilège de l’importation des Noirs en Amérique espagnole), concédé à la compagnie française de Guinée[9]. Il ouvre l’empire colonial espagnol au commerce français mais, permet à Guillaume III d'Orange de former la Quadruple-Alliance de la Haye.

## Publications
- Troisième édition de : Cosme Béchet, L’Usance de Saintonge, entre mer et Charente, Bordeaux, Simon Boé Lire en ligne.
- Quatrième édition des traités de Charles Loyseau : Les œuvres de maistre Charles Loyseau ... Contenant les cinq livres du droit des offices, les traitez des seigneuries, des ordres & simples dignitez, du déguerpissement & délaissement par hypotheque, de la garantie des rentes, & des abus des justices de village ..., Lyon, Compagnie des Libraires, considérée comme la meilleure et la plus complète [10].

## Naissances
- 8 mars : Jacques Salteur, juriste et homme politique savoyard, un des rédacteurs des Royales constitutions (Regie Costituzioni) de 1770, base fondamentale du droit public et civil dans les États du roi de Sardaigne († 3 février 1793).
  - Date précise inconnue :
  - Giuseppe Aurelio di Gennaro, jurisconsulte italien, professeur de droit à l'université de Naples († 25 août 1761).